# Суслов, Сергей Андрианович
Серге́й Андриа́нович Су́слов (25 января 1907, Казань — 24 февраля 1983, Ленинград) — российский кларнетист и педагог, артист ведущих ленинградских симфонических оркестров, Заслуженный артист РСФСР (1937).

## Биография
Сергей Суслов окончил Ленинградскую консерваторию в 1930 году по классу Василия Бреккера и Анатолия Березина. Во время обучения в консерватории с 1925 по 1930 он играл в оркестре кинотеатра «Гигант» и Оперной студии консерватории. В 1930 году Суслов стал солистом оркестра Ленинградского Малого театра оперы и балета, где проработал более 30 лет. В летние сезоны 1928—39 годов, а также в 1953 году Суслов выступал в составе симфонических оркестров на курортах Кавказа. С 1955 по 1962 год он играл одновременно в двух оркестрах Ленинградской филармонии: ЗКР АСО и АСО. В 1958 году он принял участие в гастролях по Японии и Польше в составе заслуженного коллектива РСФСР. С 1936 года Суслов преподавал в музыкальных школах Петроградского и Выборгского районов Ленинграда.